# Alessandro Alibrandi
Alessandro Alibrandi, detto "Alì Babà" (Roma, 12 giugno 1960 – Roma, 5 dicembre 1981), è stato un terrorista italiano, esponente del gruppo eversivo d'ispirazione neofascista Nuclei Armati Rivoluzionari.
Militante del Fronte della Gioventù (l'organizzazione giovanile del MSI), nel 1977 abbraccia lo spontaneismo armato con i NAR, con cui sarà protagonista di una stagione di violenze fino alla sua morte, avvenuta il 5 dicembre 1981 nel quartiere Labaro a Roma durante un conflitto a fuoco con le forze dell'ordine.

## Biografia
Figlio di Antonio Alibrandi, giudice istruttore del tribunale di Roma, Alessandro militò sin da giovane nel Movimento Sociale Italiano, prima nel Fronte della Gioventù, e poi nel Fuan di via Siena, nel quartiere Nomentano. Frequentando il Liceo Statale J.F. Kennedy, nella zona di Monteverde, conosce altri giovani militanti neofascisti: Valerio Fioravanti, Massimo Carminati e Franco Anselmi. La prima azione armata a cui partecipa è uno scontro a fuoco con la polizia a Borgo Pio a Roma nel marzo del 1977.

### L'omicidio di Walter Rossi
Il 30 settembre 1977, durante un agguato in viale delle medaglie d'oro a Roma, fu ucciso il militante comunista Walter Rossi, colpito alla nuca da un proiettile mentre con altri attivisti partecipava a un volantinaggio antifascista. I militanti del MSI della Balduina, arrestati la notte stessa, furono scagionati dall'accusa di omicidio volontario e furono processati per rissa aggravata (insieme ad alcuni militanti di sinistra) e scagionati poi anche da questa accusa.
I fatti legati a quell'omicidio non furono mai del tutto chiariti; soprattutto non fu chiarito il ruolo di un blindato della Polizia che, secondo tutte le testimonianze, precedeva i missini durante l'attacco a Rossi e agli altri compagni, circostanza che fece pensare a una collusione tra le forze dell'ordine e i militanti di destra.
Solo nel 1981, grazie alle rivelazioni di alcuni pentiti, furono indicati Cristiano Fioravanti e Alibrandi quali possibili assassini del ragazzo. Interrogato nell'aprile di quello stesso anno, Fioravanti ammise che entrambi fecero parte del gruppo di militanti fascisti da cui partirono gli spari in direzione del gruppo di militanti di sinistra, attribuendo tuttavia ad Alibrandi il colpo mortale, in quanto la sua arma, a suo dire, si sarebbe inceppata, impedendogli di sparare. Durante un'udienza del processo d'appello per la strage della stazione di Bologna, il 10 novembre 1989, Valerio Fioravanti rilasciò per la prima volta una testimonianza sull'accaduto:
(Interrogatorio di Valerio Fioravanti del 10 novembre 1989)
Nel 2001, poi, la vicenda giudiziaria si chiuse definitivamente con il non luogo a procedere, per non aver commesso il fatto, nei confronti di Cristiano Fioravanti, giudicato solo per i reati concernenti le armi e condannato a 9 mesi di reclusione.

### La lotta armata con i NAR
Verso la fine del 1977, entra a far parte del gruppo originario dei NAR, che si forma attorno alla sede del Movimento Sociale Italiano di Monteverde e comprendente, oltre a lui, anche i fratelli Cristiano e Valerio Fioravanti, Franco Anselmi e Francesca Mambro.
Il primo omicidio del gruppo è quello dello studente di Lotta Continua Roberto Scialabba, che i NAR uccidono il 28 febbraio 1978 per celebrare il terzo anniversario della morte di Miki Mantakas. I neofascisti, camuffati e resi difficilmente riconoscibili, scendono dall'auto e fanno fuoco su un capannello radunato intorno ad una panchina in piazza San Giovanni Bosco, uccidendo Roberto Scialabba, freddato da Valerio Fioravanti con due colpi alla testa.
Il 6 marzo 1978, assieme ai fratelli Fioravanti, Francesco Bianco (alla guida dell'auto) e Franco Anselmi, prende parte alla rapina ai danni dell'armeria Centofanti, nella zona di Monteverde a Roma, nella quale perde la vita Franco Anselmi, colpito alla schiena dal proprietario.
Il 9 gennaio 1979, mentre Alibrandi, Patrizio Trochei, Livio Lai, Gabriele De Francisci e Paolo Pizzonia agiscono con compiti di copertura, Valerio Fioravanti, Alessandro Pucci e Dario Pedretti assaltano gli studi di Radio Città Futura durante la trasmissione femminista Radio Donna, dando fuoco ai locali e sparando sulle quattro conduttrici che rimarranno ferite.
Nel novembre del 1980, anche a seguito di un mandato di cattura spiccato nei suoi confronti, sin dal marzo di quell'anno dal giudice Mario Amato, il magistrato che indagava sul terrorismo di destra, Alibrandi, dopo una breve permanenza a Londra, decise di trasferirsi in Libano, trovando accoglienza, come molti altri fascisti, nei campi di addestramento militare della Falange maronita, la milizia della destra cristiana alleata di Israele.
In Libano apprende dell'arresto del suo amico Valerio Fioravanti, avvenuto il 5 febbraio 1981 e decide così di rientrare in Italia, il 18 giugno successivo, anche per dar man forte al gruppo nell'ambito della strategia di regolamenti di conti all'interno dell'ambiente della destra a cui i NAR si dedicarono, verso la fine della loro storia.
In questo contesto, il 31 luglio 1981, partecipa all'omicidio di Giuseppe De Luca, detto Pino il calabro e accusato dal gruppo di essere un truffatore e, il 30 settembre dello stesso anno all'uccisione di Marco Pizzari, estremista di destra che, durante il periodo di arresti seguiti alla Strage di Bologna, si diceva avesse collaborato con la polizia e che fosse responsabile dell'arresto di Luigi Ciavardini e Nanni De Angelis, quest'ultimo picchiato a morte dai poliziotti in questura. Un commando a bordo di una Ritmo blu blocca la sua Panda mostrandogli una paletta nei pressi di piazza Medaglie d'Oro, a Roma. Quando Pizzari scende dall'auto per recarsi verso quella che ritiene essere una pattuglia in borghese, Cavallini e Alibrandi lo colpiscono tre volte, due alla testa e uno al torace, mentre Vale, Soderini e la Mambro, erano di copertura.
Il 19 ottobre 1981, Alibrandi, Sordi e Cavallini sono a Milano, per regolare i conti con Giorgio Muggiani, considerato dal gruppo responsabile dell'arresto di Cavallini. Seguiti da un'auto civetta della polizia, i tre sparano e colpiscono due agenti, mentre il terzo si dà alla fuga. Nel mentre Sordi si avvicina alla pattuglia per prendere le armi e finisce con un colpo alla testa l'agente ferito.
Il 21 ottobre 1981, Alibrandi, Gilberto Cavallini, Francesca Mambro, Giorgio Vale, Stefano Soderini e Walter Sordi uccidono in un agguato il capitano della Digos Francesco Straullu (coordinatore di molte indagini sui gruppi dell'eversione nera) e l'agente Ciriaco Di Roma, nei pressi di Acilia. I due vengono raggiunti da numerosi colpi d'arma da fuoco esplosi da armi automatiche con proiettili ad alta potenzialità offensiva la cui violenza dell'impatto spinge addirittura il corpo sotto il sedile. La scelta delle armi venne dettata dalla errata convinzione che i poliziotti girassero con un'auto blindata. L'omicidio fu rivendicato con un volantino nel quale, i NAR, scrivevano: «Non abbiamo né poteri da inseguire né masse da educare, per noi quello che conta è la nostra etica. Per essa i nemici si uccidono e i traditori si annientano. Il desiderio di vendetta ci nutre: non ci fermeremo».

### Legami con la Banda della Magliana
Le doti espresse nella lotta politica da Alibrandi, prima negli scontri di piazza e poi nelle rapine di autofinanziamento, contribuirono ad accrescere un certo prestigio personale che, grazie alla sua fama di duro, di picchiatore e di coraggioso nelle azioni, dagli ambienti dell'estrema destra romana, arrivò anche all'orecchio di alcuni personaggi della malavita comune che, in quella seconda metà degli anni settanta era contraddistinta, nella capitale, da una pressoché totale egemonia da parte della Banda della Magliana.
Dall'altro canto, in entrambi gli ambienti, quello cioè dell'eversione politica e del crimine organizzato, aveva già cominciato a farsi strada la possibilità di ricercare un terreno comune di reciproco beneficio che portò, una parte dei militanti politici a percorrere (anche) la strada del crimine a scopo di lucro. Frequentando lo stesso bar di Franco Giuseppucci e Danilo Abbruciati (il bar Fermi, nella zona di Ponte Marconi), ad esempio, già nel 1977 personaggi legati ai NAR, come Massimo Carminati, erano entrati in contatto con la Banda stessa. Fu così che, in quel periodo, in linea con quel percorso intrapreso da Carminati di mutuo scambio di favori, anche Alibrandi, spesso e volentieri in coppia con Cristiano Fioravanti, si attivò per eseguire alcune richieste di Giuseppucci e soci.
(Interrogatorio di Cristiano Fioravanti)
Alla base di questo legame vi furono attività di reinvestimento di proventi di alcune rapine di autofinanziamento che gli estremisti affidarono a Giuseppucci in modo da poter riciclare il denaro in altre attività illecite, quali l'usura o spaccio di droga in cui la Banda era specializzata e per conto della quale, Alibrandi e gli altri, eseguirono attività di intimidazione, recupero crediti, danneggiamenti e di vero e proprio killeraggio eliminando personaggi entrati in conflitto con gli affari dei bravi ragazzi della Magliana. È il caso, per esempio, del tabaccaio romano Teodoro Pugliese, omicidio ordinato dalla Banda ed effettuato da Alibrandi, Carminati e Claudio Bracci con tre colpi di pistola calibro 7,65, perché d'intralcio nel traffico di stupefacenti gestito da Giuseppucci.
(Interrogatorio di Walter Sordi da Ragazzi di malavita di Giovanni Bianconi)
Altro personaggio con cui Alibrandi e Fioravanti strinsero un legame di reciproca collaborazione fu Massimo Sparti un pregiudicato, ladro e scassinatore romano di simpatie neonaziste ed esperto in falsi e rapine (e che poi fu il principale accusatore di Giusva Fioravanti e Francesca Mambro nel processo per la strage di Bologna). Oltre a fornire ai due la pistola con cui uccideranno Walter Rossi, Sparti provvedeva ad appoggi logistici, coperture, documenti falsi, armi e indicazioni per rapine (prevalentemente a filatelie ed istituti di credito) e furti a cui, in molti casi, partecipava direttamente.

### La morte
Il 5 dicembre 1981 Alibrandi muore durante un conflitto a fuoco con la Polizia stradale alla stazione di Labaro, sulla via Flaminia, nei pressi di Roma.
Quella mattina, il commando dei NAR formato da Walter Sordi, Pasquale Belsito, Ciro Lai e lo stesso Alibrandi è alla ricerca di una pattuglia della polizia da disarmare ed è in attesa su una panchina del Labaro, lungo la Flaminia, quando una volante appena passata a lenta andatura inverte di colpo la marcia. Alibrandi, allora, entra subito in azione senza guardarsi le spalle, estraendo la pistola e iniziando a sparare contro l'auto.
Un agente si getta dall'auto e si rifugia in un angolo della stazione ferroviaria, mentre un altro ripara nei pressi di un ristorante: Sordi lo insegue e lo colpisce al fianco e alla gamba, ma lui riesce comunque ad aprire il fuoco su Alibrandi che, raggiunto alla testa dal colpo sparato alle sue spalle, resta a terra. Morirà in ospedale dopo poche ore. Il terzo poliziotto, il ventunenne Ciro Capobianco, viene ferito ai polmoni mentre è ancora dentro l'auto: morirà due giorni dopo in ospedale.
Finito il conflitto, i neofascisti si dileguano abbandonando il compagno morto sull'asfalto: Belsito si libera dell'agente moribondo e si mette alla guida della Volante mentre Sordi, anche lui ferito al gluteo, si allontana con la loro auto. Gli agenti che arrivano sul luogo della sparatoria trovano indosso ad Alibrandi una delle bombe a mano trafugate tempo prima con Valerio Fioravanti nella caserma di Spilimbergo, una Beretta 92 rubata all'ambasciata araba, una P38 con matricola abrasa, un caricatore con 20 cartucce calibro 9, due patenti e una carta di identità falsificate, tre tesserini di ufficiali di Finanza, 15 foglietti manoscritti e due mazzi di chiavi.
Massimo Carminati, intercettato vent'anni più tardi durante le indagini di Mafia Capitale, dirà che, secondo quanto riferitogli da Lai, a colpire alla nuca Alibrandi fu un proiettile esploso per sbaglio dai suoi amici durante il conflitto a fuoco.